# Séjan
Lucius Aelius Sejanus connu sous le nom de Séjan (latin : LVCIVS•AELIVS•SEIANVS), né en 20 av. J.-C. et mort en 31 ap. J.-C., est le préfet de la garde prétorienne de l'empire romain et le citoyen le plus influent de Rome durant le principat de Tibère.

## Famille
Séjan est né à Volsinii en Étrurie. Il est le fils de Lucius Seius Strabo, ancien préfet du prétoire puis préfet d'Égypte. Par sa mère, Iunia Blaesa, il est le neveu du proconsul Quintus Junius Blaesus. Il a été adopté alors qu'il n'était qu'un enfant par Lucius Aelius Gallus, préfet d'Egypte en -26/-24.
Séjan épousa Apicata et la répudia pour plaire à sa maîtresse Livilla, femme de Drusus II (latin : IULIUS•CAESAR•DRUSUS), fils de l'empereur Tibère.
Il a eu trois enfants de ce mariage, dont une fille au destin tragique. Condamnée à mort, cette enfant, étant encore vierge, ne pouvait être exécutée par le bourreau, ce dernier la viola pour ne pas enfreindre la loi, puis la tua, rapportent Tacite et Suétone.

## Ascension vers le pouvoir

### Préfet du prétoire
Il est probable que Séjan ait rencontré Tibère en Pannonie bien avant que ce dernier ne devienne empereur. Tibère s'est laissé séduire par ce manipulateur, issu de l'ordre équestre.
Il devint préfet du prétoire au moment de l'accession de Tibère au trône impérial, grâce à l'amitié que le nouvel empereur portait à son père Lucius Seius Strabo. Après la nomination de ce dernier en tant que gouverneur de l'Égypte, il devint commandant unique de la garde prétorienne et commença à augmenter ses pouvoirs.
Contrairement à Agrippa qui fut le fidèle bras droit d'Auguste, Séjan isola l'empereur Tibère pour mieux contrôler son emprise sur le Princeps. 
En regroupant en 20 la garde prétorienne dans un seul camp (les Castra Praetoria) établi au-delà de la porte de Viminal, Séjan prit une décision lourde de conséquences pour l'avenir. Seule force militaire intégrée à l'Urbs, la garde prétorienne devint un contre-pouvoir que les empereurs durent acheter pour accéder et conserver le pouvoir. Conscient du risque, Auguste avait évité de les regrouper et fit en sorte qu'ils ne soient pas en uniforme dans l'Urbs, mais vêtus de la toge.

### Dispute avec Drusus
Drusus II, fils de Tibère et de Vipsania Agrippina, a percé très tôt l'ambition démesurée de Séjan. Il s'ensuivit une dispute au cours de laquelle le préfet du prétoire, menaçant, s'approcha de Drusus qui le gifla. Ce geste radicalisa Séjan qui n'eut de cesse qu'il ne fût vengé.

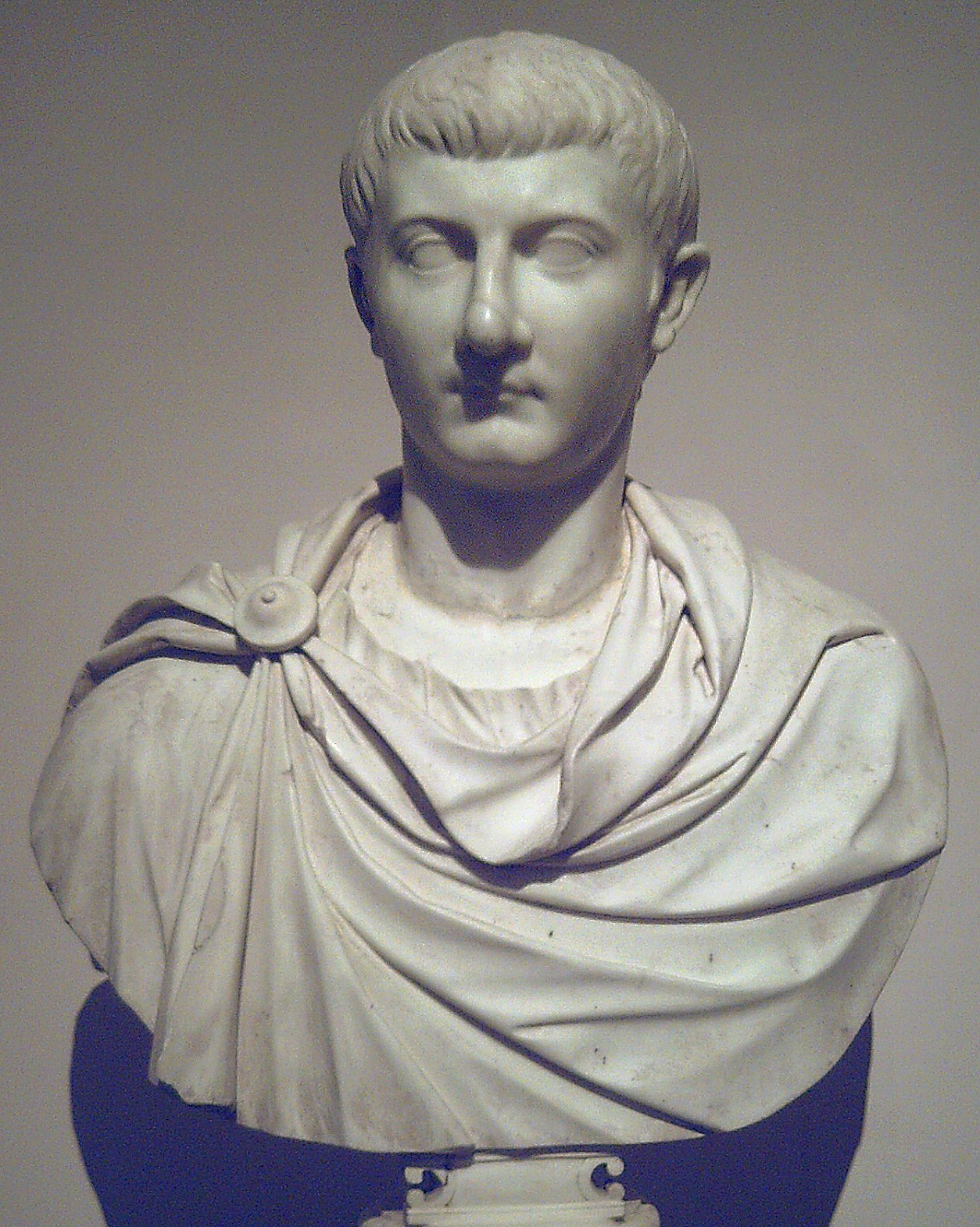
Buste de, fils de Tibère. Dans une conspiration impliquant sa propre femme Livilla, Drusus fut empoisonné en l'an 23 de notre ère par des agents de Sejan

En 23, Séjan décida de supprimer Drusus de façon indirecte. Il séduisit Livilla, l'épouse de Drusus, en lui promettant l'empire, sachant que Drusus en était le premier prétendant. Une fois Livilla séduite et corrompue, Séjan l'incita à empoisonner son époux. Ce plan fut réalisé à l'aide d'Eudème, le médecin de Drusus, et de Lygdus, un jeune et bel esclave.
Au sujet de l'empoisonnement de Drusus, Tacite rapporte une rumeur, tout en précisant qu'il n'y croit pas. Durant un repas mettant en présence le Princeps et son fils Drusus, Séjan distilla à force de persiflages la suspicion d'un attentat à son encontre. Méfiant, Tibère échangea son verre avec le malheureux Drusus qui mourut quelque temps après. L'empereur resta persuadé que son fils, se sentant découvert, avait accepté le verre pour se suicider.

### Consolidation du pouvoir
En 23, Séjan répudia son épouse Apicata pour satisfaire Livilla et en 25 il demanda à Tibère la main de cette dernière. De façon très adroite, l'empereur refusa, car, en acceptant, il mettait en péril sa succession légitime.
En 29, la mort de Livie, la mère de Tibère, incita l'empereur à s'isoler davantage. Réfugié sur son île de Capri, ce dernier confia de plus en plus de pouvoirs à son préfet du prétoire. Ce dernier tenta alors de semer la discorde dans la famille impériale, entre autres entre Tibère et Agrippine l'Aînée, ou entre Néron César et Drusus César, deux fils de Germanicus. Il devint l'agent de Tibère dans sa volonté de détruire les descendants d'Auguste et de la maison de Germanicus.

## La chute

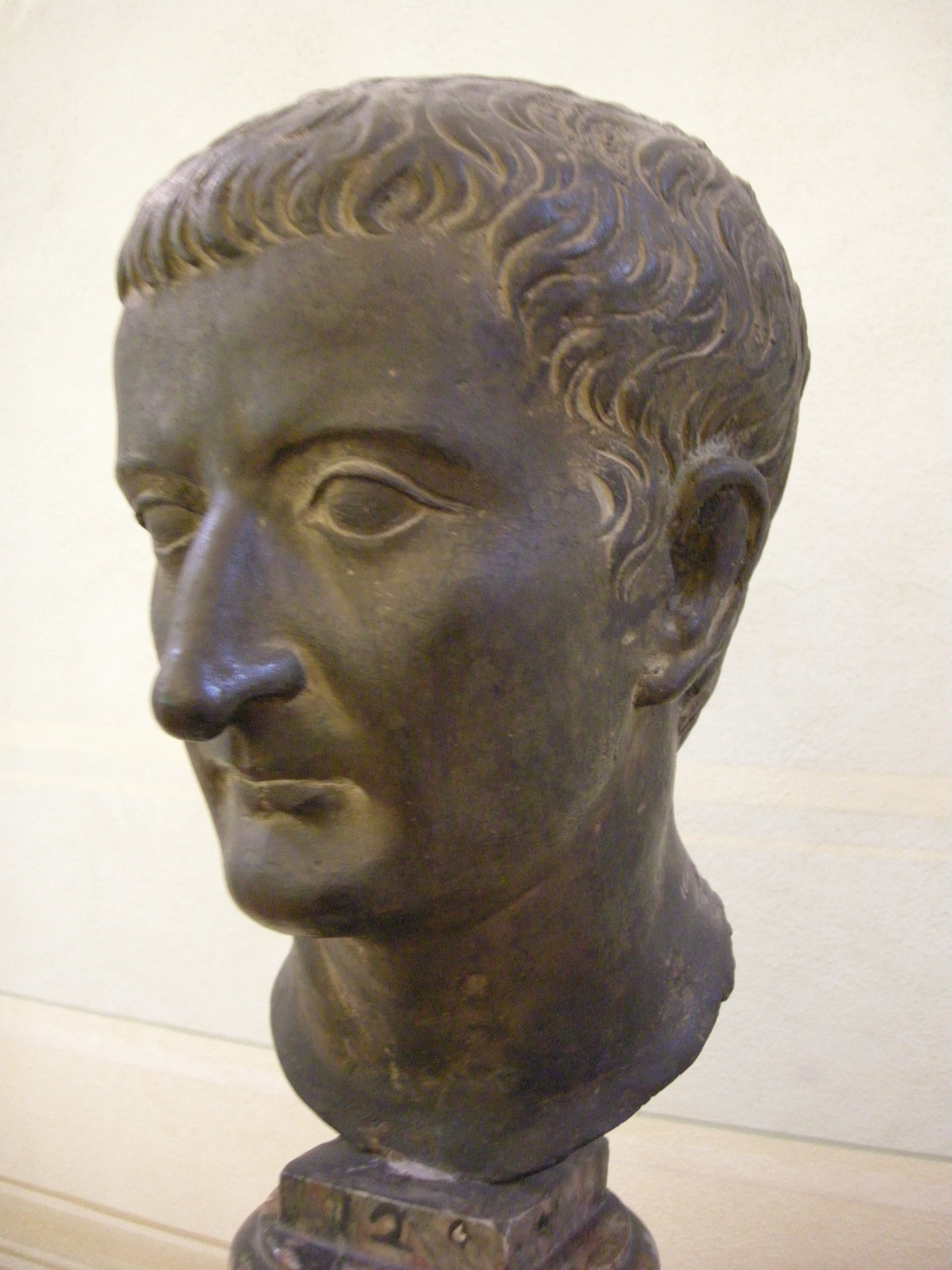
Tête en bronze de Tibère, musée archéologique national de Florence.

En 31, après avoir accédé au consulat, Séjan, se croyant inattaquable, estime pouvoir prétendre au principat.
Il semble que Tibère ait eu vent des agissements de Séjan dès le 1er octobre 31. En effet, il nomma ce jour-là Memmius Regulus consul suffect.
Le 17 octobre 31, Antonia Minor, mère de Germanicus et de Livilla, apprend de deux personnes, un esclave et Satrius Secundus, un client et ami de Séjan, que ce dernier organisait un complot visant à renverser l'empereur. Elle en informe l'empereur Tibère par courrier. Convaincu, Tibère s’assure alors de l'appui de Macron (latin : QUINTUS•NAEVIUS•CORDIUS•SERTORIUS•MACRO), un officier ambitieux, et de Lacon (latin : GRAECINUS•LACO), le préfet des vigiles.
Tibère convoque Macron sur son île de Capri, le nomme préfet du prétoire et lui remet une lettre à lire en séance extraordinaire au sénat.

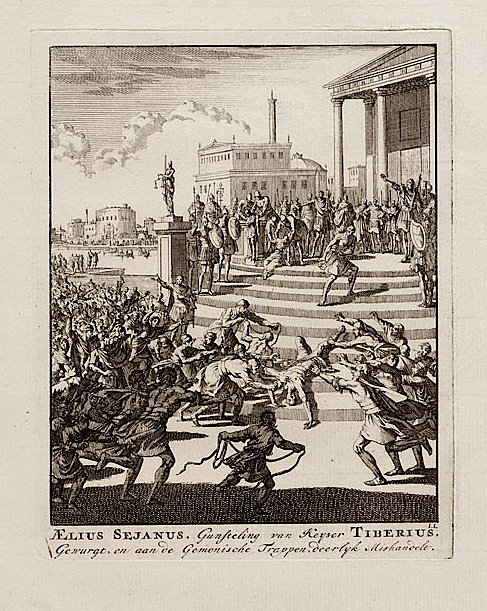
La mort de Séjan représentée sur une gravure de Jan Luyken (1698).

Le 18 octobre 31, le sénat est réuni au temple d'Apollon sur le Palatin en séance extraordinaire. Macron rencontre Séjan devant le temple. Ce dernier, inquiet de ne pas avoir reçu de lettre de l'empereur, demande à Macron ce qui se passe. L'officier le prend à part et lui annonce que l'empereur a décidé de lui donner la puissance tribunicienne, faisant alors de lui le deuxième personnage de l'État. Rassuré, Séjan pénètre dans le temple. Macron fait alors en sorte de renvoyer la garde prétorienne se trouvant autour du temple. Celle-ci est remplacée immédiatement par les vigiles de Lacon.
Dans le temple, le consul suffect Memmius Regulus, président de séance, attend de Macron la lettre de l'empereur. L'officier la lui remet et se rend immédiatement aux Castra Praetoria, afin d'annoncer à la garde prétorienne qu'il devient leur nouveau chef. Pour appuyer cela, Macron offre une prime exceptionnelle de 1 000 denarius (soit 4 000 sesterces) à chaque soldat.
Pendant ce temps, la séance commence et Memmius lit la lettre de Tibère. Celle-ci, fort longue, ne fait état, dans un premier temps, que de petits griefs à l'encontre du préfet du prétoire. Au fur et à mesure que la lecture avance, les remarques se font plus précises pour réclamer la punition de deux sénateurs qui comptaient parmi les amis de Séjan et demander à l'un des deux consuls présents (dont Memmius) de protéger sa personne lors de son voyage à Rome. Pour finir, le Princeps demandait l'arrestation immédiate de Séjan pour haute trahison.
Lorsque le premier des sénateurs appelé par Memmius eut voté contre Séjan, le consul ne fit pas poursuivre le vote et chargea aussitôt Lacon, entré dans la salle, de procéder à l'arrestation et d'emmener le traître à la prison d'État du Tullianum. Ce même jour, le sénat tint une seconde assemblée dans le temple de la Concorde situé à proximité de la prison. Le sénat prononça alors la condamnation à mort pour haute trahison. Le peuple injuria son cadavre pendant trois jours sur les escaliers des Gémonies, puis il fut jeté dans le Tibre.
Le 20 octobre 31, après avoir vu les cadavres de ses enfants, Apicata, l'épouse répudiée de Séjan, se retira chez elle pour consigner par écrit toutes les horreurs de son ex-époux avant de se donner la mort. C'est ainsi que Tibère prit connaissance des nombreux crimes de Séjan. Pour se venger de la famille impériale, elle raconte notamment comment Livilla et Séjan ont fomenté la mort de Drusus II. Les amis de Séjan dénoncés par Apicata sont torturés et mis à mort.